# بشبطة
بشبطة قرية تتبع منطقة صافيتا في محافظة طرطوس.